# Sông Áp Lục
Sông Áp Lục (giản thể: 鸭绿江; phồn thể: 鴨綠江; Hán-Việt: Áp Lục Giang; bính âm: Yālù Jiāng; tiếng Hàn: 압록강; Hanja: 鴨綠江; McCune–Reischauer: Amnokkang) là con sông hình thành biên giới giữa hai quốc gia Cộng hòa Nhân dân Trung Hoa (Trung Quốc đại lục) và Cộng hòa Dân chủ Nhân dân Triều Tiên (Bắc Triều Tiên). Cùng với sông Đồ Môn ở phía đông và một phần nhỏ của núi Trường Bạch, sông Áp Lục tạo thành một chuỗi các đường biên giới tự nhiên giữa Bắc Triều Tiên và Trung Quốc. Đây là một địa điểm đáng chú ý vì có liên quan đến các cuộc xung đột quân sự trong lịch sử như chiến tranh Thanh-Nhật, chiến tranh Nga-Nhật, chiến tranh thế giới thứ hai và Chiến tranh Triều Tiên.

## Tên gọi
Tên của con sông bắt nguồn từ tiếng Mãn (, Yalu ula) có nghĩa là "sông biên giới". Tên con sông theo tiếng Triều Tiên đọc theo âm Hán-Triều của chữ Hán.

## Địa lí

Sông Áp Lục có thượng nguồn ở núi Bạch Đầu, và đổ ra vịnh Triều Tiên.

Bắt nguồn từ độ cao 2.500 m của ngọn núi Bạch Đầu trên dãy Trường Bạch, dòng sông Áp Lục chảy 130 km về phía nam qua thành phố Hyesan trước khi đổi hướng tây bắc tới Lâm Giang. Tại đây, con sông chảy theo hướng nam kéo dài 300 km rồi đổ vào vịnh Triều Tiên. Hai thành phố hai bên cửa sông là Đan Đông, Trung Quốc và Sinuiju (Tân Nghĩa Châu) của Triều Tiên.
Hai tỉnh biên giới Trung Quốc tiếp giáp sông Áp Lục bao gồm Cát Lâm và Liêu Ninh. Bờ phía nam sông là các tỉnh Ryanggang, Chagang và Pyongan Bắc của Triều Tiên.
Sông Áp Lục có chiều dài tổng cộng 790 km, lưu vực rộng 30.000 km². Các sông góp nước chính là sông Changjin, Heoch và Tokro. Mặc dù nơi rộng nhất lên đến 5 km, việc đi lại trên sông không thuận tiện vì chỗ sâu nhất không quá 3 m và phần lớn chiều dài bị đọng bùn. Nhiều đoạn của dòng sông bị đóng băng vào mùa đông và có thể băng qua bằng chân.
Độ sâu của sông Áp Lục thay đổi từ một số phần nông hơn ở phía đông Hyesan (1 m) đến phần sâu hơn của sông gần cửa biển Hoàng Hải (2,5 m). Cửa sông Áp Lục là khu vực vùng chim quan trọng, được xác định bởi tổ chức BirdLife International.
Có khoảng 205 hòn đảo trên sông. Một hiệp ước biên giới năm 1962 giữa CHDCND Triều Tiên và Trung Quốc đã chia tách các đảo theo nhóm dân tộc đang sinh sống trên mỗi hòn đảo. Bắc Triều Tiên sở hữu 127 hòn đảo, còn Trung Quốc là 78 đảo. Do các tiêu chí phân chia, một số đảo như Hwanggumpyong thuộc về Bắc Triều Tiên, nhưng nằm sát địa phận của Trung Quốc hơn.

## Sông Áp Lục và lịch sử địa phương

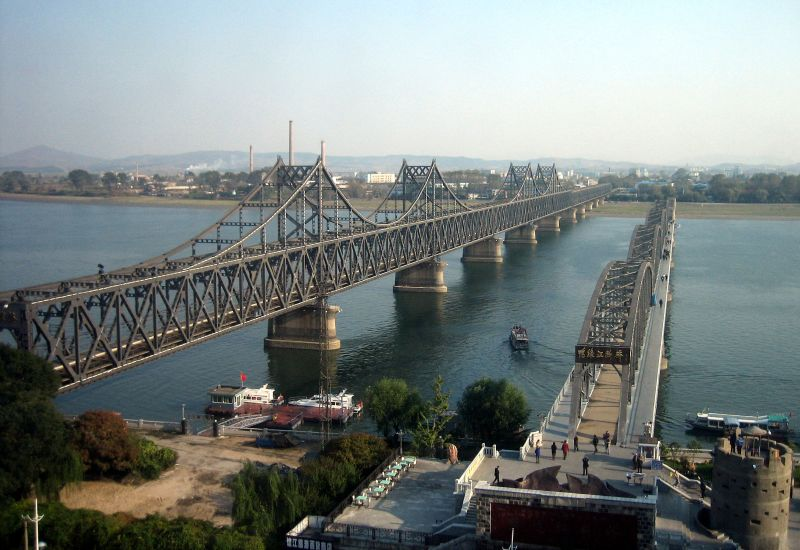
Cầu Hữu nghị Trung-Triều (trái) tại Đan Đông, bên phải là cây "cầu gãy", bắc qua sông Áp Lục

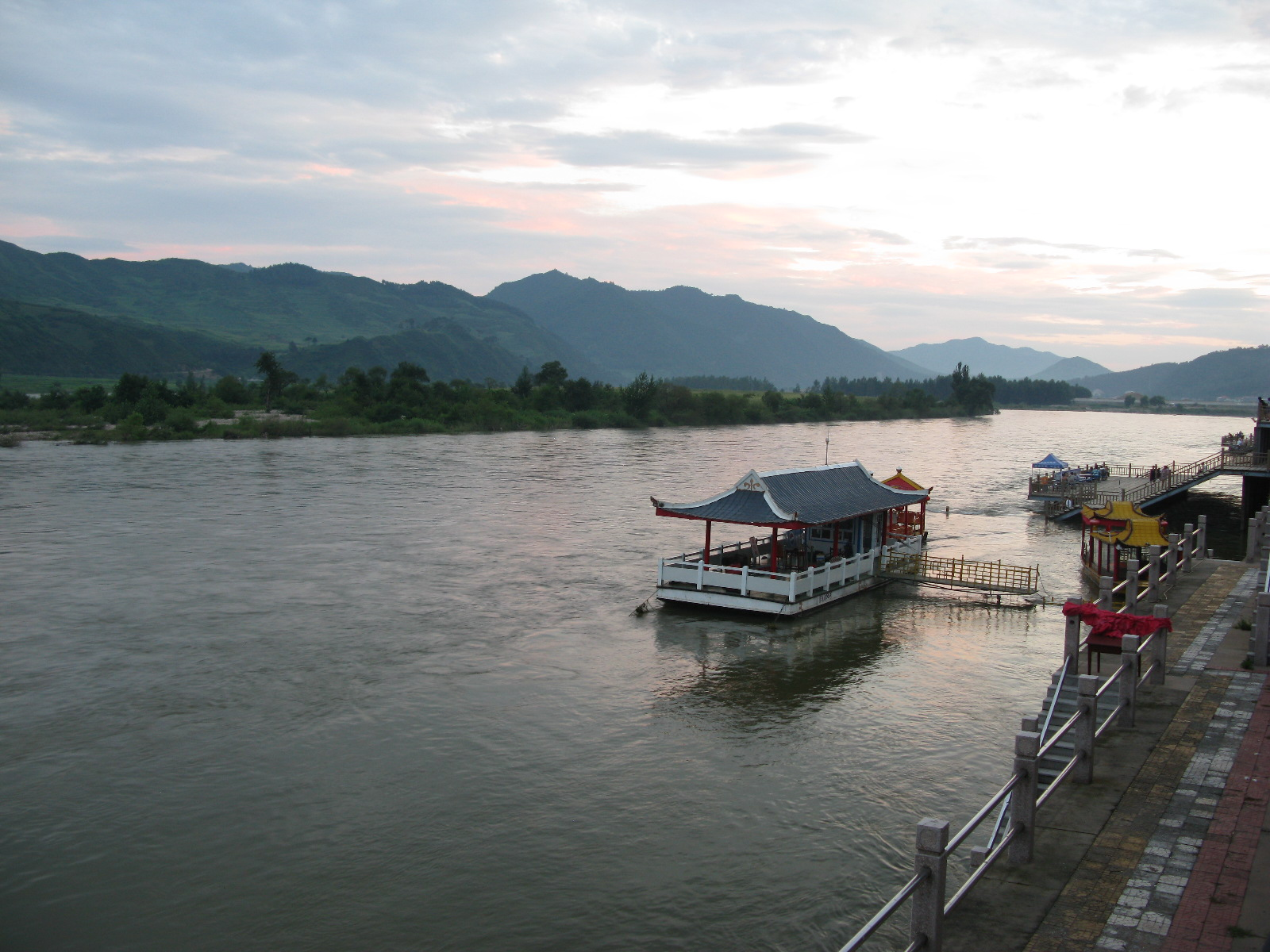
Sông Áp Lục đoạn chảy qua Tập An, Trung Quốc

Lưu vực sông Áp Lục là nơi phát tích của vương quốc Cao Câu Ly (고구려, 高句麗). Nhiều pháo đài dọc theo con sông và kinh đô của vương quốc nằm tại địa điểm ngày nay là Tập An, Trung Quốc. Địa danh này có các di vật từ thời vương quốc Cao Câu Ly khá phong phú.
Đảo Wihwa trên sông nổi tiếng trong lịch sử là nơi mà vào năm 1388, tướng Lý Thành Quế (sau này là Triều Tiên Thái Tổ) đã quyết định dẫn quân của mình quay về phía nam tới Kaesong để phát động binh biến, cuối cùng đã dẫn đến việc thành lập Hoàng gia Triều Tiên năm 1392.
Bởi vì là một vị trí chiến lược giữa Trung Quốc và Triều Tiên, con sông là nơi diễn ra một số trận giao tranh quân sự:
- Trận sông Áp Lục (1894) trong Chiến tranh Trung-Nhật (1894-1895)
- Trận sông Áp Lục (1904) trong Chiến tranh Nga-Nhật
- Trận Chongju (1950), gần sông Áp Lục trong Chiến tranh Triều Tiên

Trong thời gian Nhật Bản chiếm đóng Triều Tiên từ năm 1910 đến 1945, phần đất thuộc CHDCND Triều Tiên ngày nay được đầu tư công nghiệp hóa rất tập trung. Cho tới năm 1945, gần 20% sản lượng công nghiệp của Đế quốc Nhật Bản là từ Bắc Triều Tiên. Trong Chiến tranh Triều Tiên, các lực lượng quân sự của Liên Hợp Quốc đã tiến tới bờ sông Áp Lục. Tuy không tiến qua sông nhưng đã ném bom sang phần đất phía Trung Quốc, khiêu khích quốc gia này tham chiến. Trong cuộc xung đột này, mọi cây cầu qua sông đều bị phá hủy. Cây cầu duy nhất không bị tàn phá là Cầu Hữu nghị Trung-Triều nối liền hai thành phố Sinuiju và Đan Đông. Thung lũng cuối sông còn được gọi là "Thung lũng MIG" bởi nơi đây đã diễn ra những trận không chiến giành quyền làm chủ bầu trời trong Chiến tranh Triều Tiên. Những chiếc tiêm kích MiG-15 của cả Liên Xô, Trung Quốc và Triều Tiên đã chiến đấu bên nhau trong những trận không chiến với quân đội Liên Hợp Quốc đứng đầu là Hoa Kỳ.
Vào thời điểm phe Liên Hợp Quốc đang thắng thế trong Chiến tranh Triều Tiên khi dồn đám tàn quân của Kim Nhật Thành đến sát bờ sông Áp Lục, chủ tịch Mao Trạch Đông đã thuyết phục người dân của mình tham gia Chí nguyện quân và khẳng định rằng Trung Quốc cần can thiệp vào cuộc chiến trên bán đảo Triều Tiên để ngăn chặn nguy cơ về một cuộc xâm lược của Hoa Kỳ, vì lật đổ chủ nghĩa cộng sản là một trong những mục tiêu đã nêu ra của Mỹ và Douglas MacArthur cũng đã bày tỏ mong muốn của ông để mở rộng cuộc chiến tranh vào Trung Quốc.
Đầu thập niên 1990, những người đào thoát khỏi Bắc Triều Tiên đã vượt qua con sông này để sang bờ phía Trung Quốc, nhưng ít thường xuyên hơn so với sông Đồ Môn do sông Áp Lục rộng, sâu và chảy xiết.
Theo một học giả, biên giới giữa Trung Quốc và Triều Tiên dọc theo sông Áp Lục là tuyến biên giới quốc tế được cố định lâu nhất trong lịch sử, kéo dài ít nhất 1.000 năm.

## Kinh tế

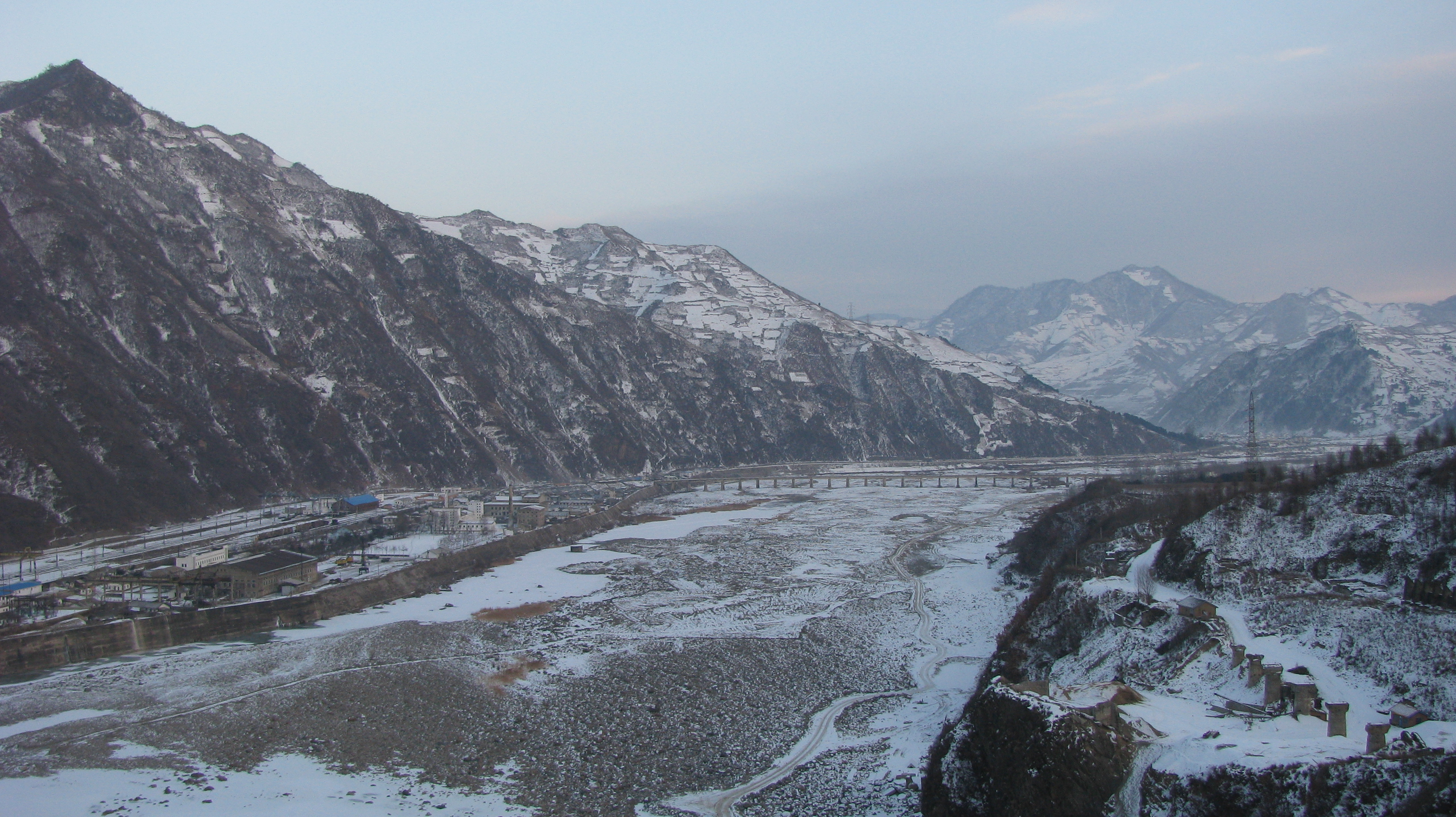
Sông Áp Lục vào mùa đông, đoạn gần đập thủy điện Unbong

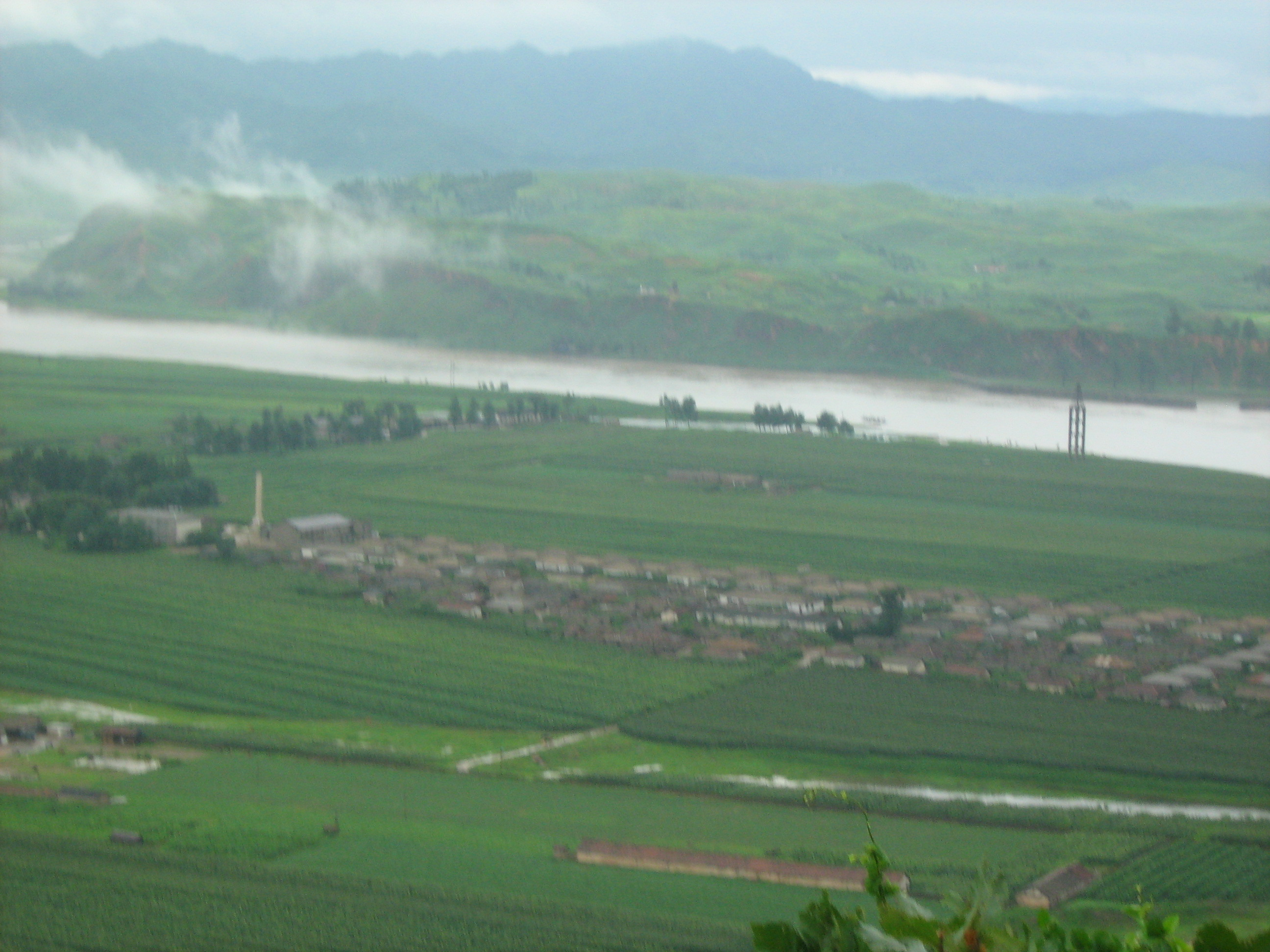
Một ngôi làng Bắc Triều Tiên ở đồng bằng sông Áp Lục

Sông Áp Lục là nguồn cung cấp năng lượng thủy điện rất quan trọng. Đập Thủy Phong trên sông có chiều cao đến 100 m và dài 850 m, là một trong những đập thủy điện lớn nhất ở Châu Á, nằm ở thượng nguồn thuộc Sinuiju bên địa phận Triều Tiên. Con đập đã tạo ra một hồ nhân tạo trên một phần của dòng sông, được gọi là hồ Sup'ung. Hàng hóa vận chuyển chủ yếu trên sông là gỗ súc lấy từ các cánh rừng hai bờ. Con sông cũng cung cấp nguồn cá cho dân cư địa phương. Hạ lưu Sup'ung là đập Thái Bình Quan trong khi ở thượng nguồn là đập Unbong. Cả hai đập này đều sản xuất thủy điện. Năm 2010, sông Áp Lục vỡ bờ vì nước lũ gây ngập lụt ở cả hai bên bờ Đan Đông (Trung Quốc) và Sinuiju (Triều Tiên) khiến hàng chục nghìn người phải di tản.
Du lịch cũng được thúc đẩy ở khu vực này. Mỗi tháng, hàng nghìn du khách từ Trung Quốc tới vùng biên giới Triều Tiên để chứng kiến cuộc sống thường ngày ở nước láng giềng. Trong vòng một giờ, họ đi phà hoặc tàu cao tốc xuôi dòng Áp Lục, dọc biên giới Triều Tiên. Ngoài ra có hàng đoàn xe ca du lịch băng qua cây cầu lớn bắc ngang sông Áp Lục nối liền thành phố Tập An bên Trung Quốc, với thành phố Manpho bên Bắc Triều Tiên. Những đoàn xe này chỉ cung cấp một chuyến du lịch ngắn, đôi khi chỉ một ngày.
Ở đồng bằng sông thượng nguồn từ Đan Đông và tiếp giáp với Hushan là một số ngôi làng của Bắc Triều Tiên. Điều kiện kinh tế ở những ngôi làng này được mô tả là nghèo nàn, không có điện.

## Cầu băng qua sông
- Cầu Hữu nghị Trung-Triều, nối Đan Đông và Sinuiju
- Cầu đường sắt biên giới Tập An, nối Tập An và Manpo
- Cầu sông Áp Lục mới, đang được xây dựng, nối Đan Đông và Sinuiju

## Hình ảnh

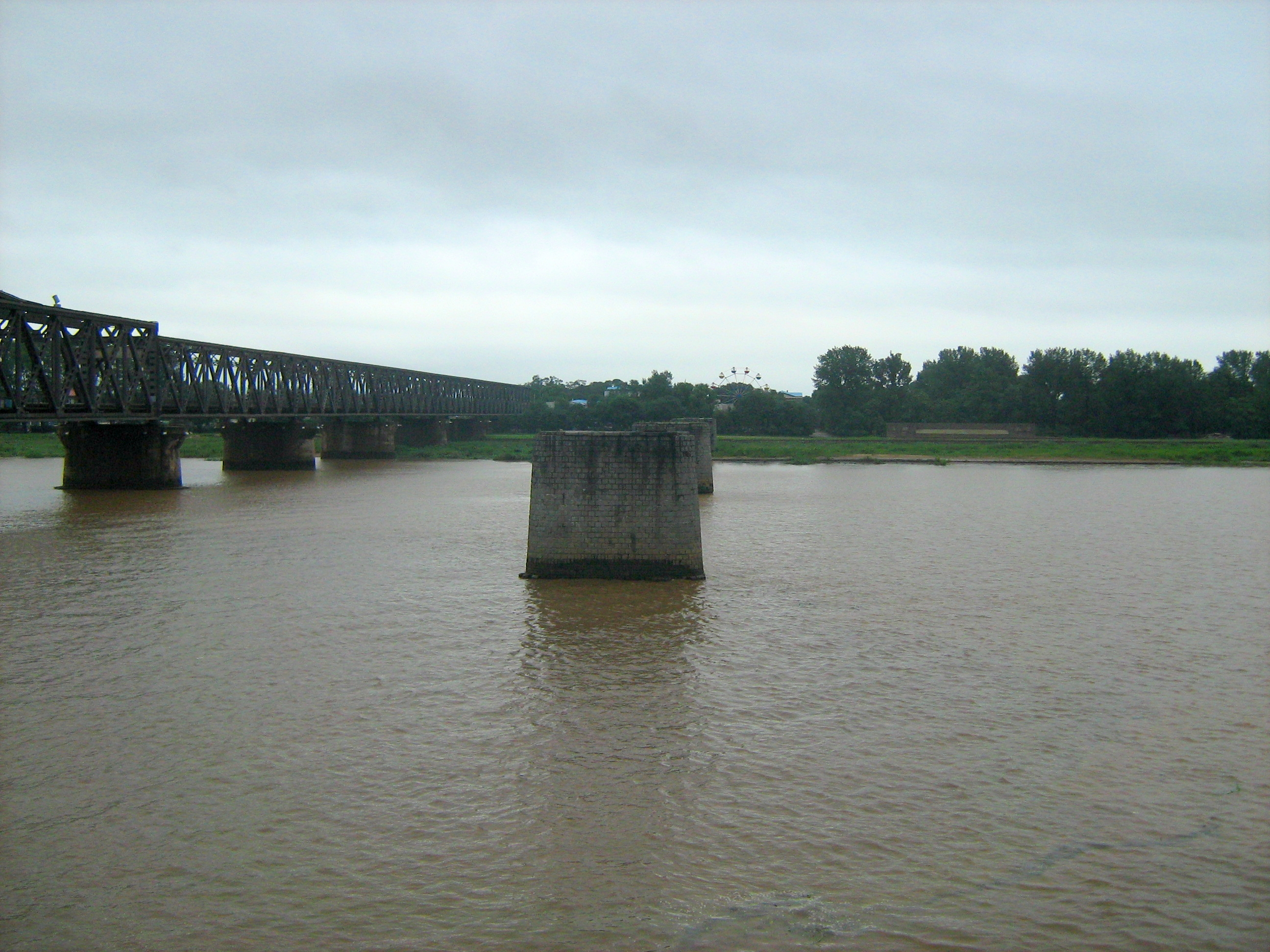
Các thành cầu của Cầu gãy sông Áp Lục nối giữa Đan Đông và Sinuiju, được xây vào năm 1911 và bị phá hủy trong Chiến tranh Triều Tiên. Cây cầu bên trái là cây cầu hữu nghị Trung-Triều, mở cửa giao thông vào năm 1943 và cũng bị phá hủy bởi các cuộc tấn công trên không của Mỹ trong chiến tranh nhưng đã được sửa chữa thành công sau năm 1953 (hướng ảnh nhìn về phía nam vào Bắc Triều Tiên).
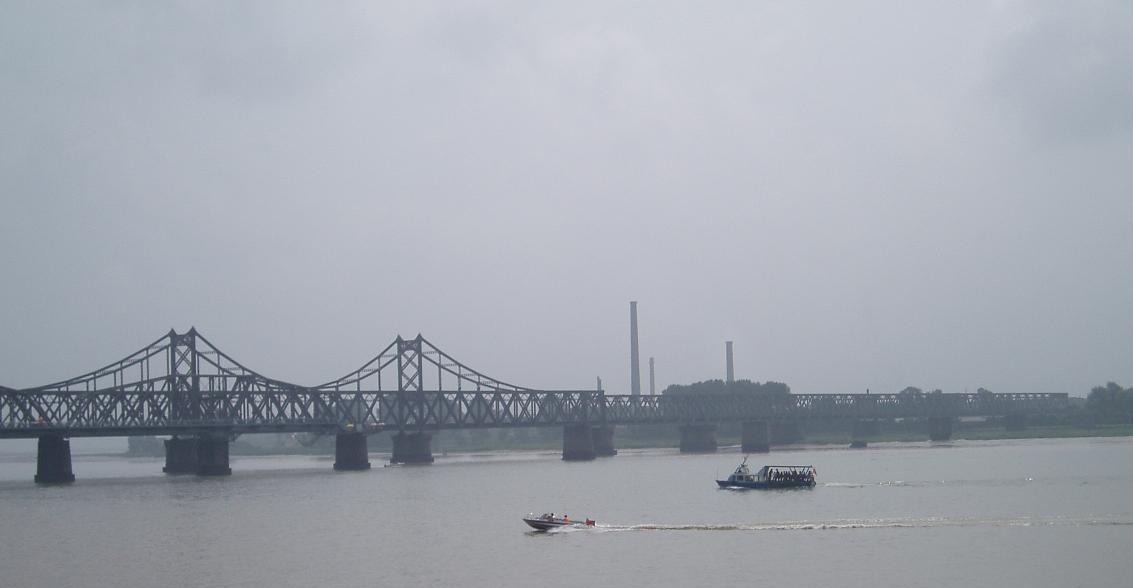
Cầu Hữu nghị Trung-Triều.